# Arrade monaeses
Arrade monaeses là một loài bướm đêm trong họ Erebidae.